# تومويوكي كونو
تومويوكي كونو (باليابانية: 河野智之؛ بالكانا: こうの ともゆき) هو مؤدي صوت ياباني، ولد في 19 أكتوبر 1971 في طوكيو في اليابان.

## وصلات خارجية
- تومويوكي كونو على موقع IMDb (الإنجليزية)
- تومويوكي كونو على موقع قاعدة بيانات الفيلم (الإنجليزية)
- تومويوكي كونو على موقع ANN person (الإنجليزية)